# Euchroma giganteum
Genre
Espèce
Euchroma giganteum, unique représentant du genre Euchroma, est une espèce de coléoptères de la famille des Buprestidae.

## Description
Il s'agit d'une des plus grandes espèces de la famille des Buprestidae. Euchroma giganteum peut mesurer jusqu'à 8 cm de long. La larve de cette espèce se nourrit de bois mort en décomposition, en particulier de certaines espèces de Malvaceae comme le Fromager.

## Répartition et habitat
Cette espèce vit dans les forêts tropicales, en Amérique centrale et en Amérique du Sud. Elle se rencontre au Mexique, au Panama, en Équateur, à Cuba, au Pérou, au Brésil, en Colombie, en Argentine, au Venezuela et en Guyane.

## Liste des sous-espèces
Selon GBIF (17 février 2023) :
- Euchroma giganteum giganteum (Linnaeus, 1758)
- Euchroma giganteum goliath (Laporte & Gory, 1836)
- Euchroma giganteum harperi Sharp, 1881
- Euchroma giganteum inca Obenberger, 1928
- Euchroma giganteum peruanum Obenberger, 1928

## Systématique
Le nom valide complet (avec auteur) de ce taxon est Euchroma giganteum (Linnaeus, 1758).
L'espèce a été initialement classée dans le genre Buprestis sous le protonyme Buprestis giganteum Linnaeus, 1758.
Euchroma giganteum a pour synonymes :
- Buprestis caribana Voet, 1809
- Buprestis giganteum Linnaeus, 1758
- Euchroma camposi Théry, 1931
- Euchroma caribana (Voet, 1809)
- Euchroma columbica Mannerheim, 1837
- Euchroma infuscata Théry, 1931
- Euchroma mrazi Obenberger, 1928
- Euchroma nigra Théry, 1931
- Euchroma rubromarginata Théry, 1931
- Euchroma viridis Théry, 1931